# Campionato Internazionale 1912-1913
La stagione 1912-1913 è stato il quinto Campionato Internazionale, e ha visto campione l'Hockey Club Les Avants.

## Classifica finale
| Posizione | Squadra                 | G | V | N | P | GF | GF | DR | Punti | Osservazioni      |
| --------- | ----------------------- | - | - | - | - | -- | -- | -- | ----- | ----------------- |
| 1.        | Les Avants              | 2 | 2 | 0 | 0 | 11 | 0  | 11 | 4     | Campione Svizzero |
| 2.        | CP Lausanne             | 2 | 1 | 0 | 1 | 1  | 4  | -3 | 2     |                   |
| 3.        | Akademischer EHC Zürich | 2 | 0 | 1 | 1 | 3  | 4  | -1 | 1     |                   |
| 4.        | Bellerive Vevey         | 2 | 0 | 1 | 1 | 3  | 10 | -7 | 1     |                   |

### Risultati
| Les Avants 25/26 gennaio 1913 | Bellerive Vevey | 3 – 3 referto | Akademischer EHC Zürich |  |

| Les Avants 25/26 gennaio 1913 | Les Avants | 7 – 0 referto | Bellerive Vevey |  |

| Les Avants 25/26 gennaio 1913 | Les Avants | 4 – 0 referto | CP Lausanne |  |

| Les Avants 25/26 gennaio 1913 | CP Lausanne | 1 – 0 referto | Akademischer EHC Zürich |  |

## Verdetti
| Campionato Internazionale 1912-1913 | Campionato Internazionale 1912-1913 |
| ----------------------------------- | ----------------------------------- |
| Campionato Internazionale           | Les Avants                          |